# 888

## Догађаји
- Википедија:Непознат датум — Владавина династије Абасида у Багдаду.

- 13. јануар – Цар Карло III (Дебели) умире у Најдингену, након што је претрпео поновљене нападе болести која је можда била епилепсија. Франачко царство је поново подељено и распада се на одвојена краљевства. Гроф Одо Париски, херој опсаде Париза, изабран је за краља Западног франачког краљевства, а крунисан је у Компјењу од стране Валтера, надбискупа Сснса. Други франачки племићи подржавају 8-годишњег Карла III Безазленог.
- Октобар – Алан I (Велики), гроф од Ванеса, и његов ривал Јудикаел, уједињују своје снаге да поразе Викинге код Куестемберта (или 889). Јудикаел је убијен, у значајној победи Бретонаца, са 15.000 сломљених Викинга, од којих је неких 400 побегло на своје бродове. Командујући 'уједињеним' бретонским снагама, Алан је успео да отера Викинге назад до реке Лоаре. Алан постаје једини владар Бретање и франачких округа Рен, Нант, Кутанс и Авранш.
- Октобар – Битка код Милаза: Аглабиди су победили византијску флоту код Сицилије.
- Зима – Карантанијски краљ Арнулф предводи експедицију Источне Франачке у Италију, након што је признат за господара Француске и Бургундије. Арнулф се с војском спушта преко Бренер пролаза, и среће краља Беренгара I на мировној конференцији у Тренту. Беренгар му даје два округа у Вал д'Адигеу (Северна Италија) и одаје почаст Арнулфу као господару. Заузврат, Арнулф потврђује Беренгара као краља Ломбардије и враћа се у Немачку.
- Лорд Етелред II од Мерсијаца је погођен исцрпљујућом болешћу. Његова супруга, принцеза Етхелфлед (ћерка Алфреда Великог) од Весекса, придружује му се као заједнички владар Мерсије.
- Аглабиди издају декрете према којима Јевреји и хришћани морају да носе закрпу од беле тканине на рамену своје горње одеће, при чему закрпа за Јевреје приказује мајмуна, а за хришћане свињу.
- Ал-Мундхир, маурски емир Кордобе, умире након двогодишње владавине (вероватно га је убио његов брат Абдулах ибн Мухамед ал-Умави, који га је наследио на месту владара Емирата Кордобе).
- 20. април – Цар Си Зонг (Ли Сјуан) умире од болести у Чангану, после 14-годишње владавине. Наследио га је његов 21-годишњи брат Џао Зонг, као владар династије Танг.
- Опатију Схафтесбури основао је краљ Алфред Велики у Дорсету. Он поставља своју ћерку Етхелгифу за прву игуманију.

## Смрти
- 13. јануар —Карло III Дебели, цар Светог римског царства и краљ Италије, Немачке и Француске (*832.)